# 三栄産業 (カメラメーカー)
三栄産業（さんえいさんぎょう）は日本にかつて存在したカメラメーカーである。
サモカブランドでカメラ、露出計、三脚、フラッシュガン、ロマンブランドでスライド映写機を生産していた。

## 歴史
- 1950年5月 - 理研光学（現リコー）でステキーを設計していた坂田秀雄により東京都日本橋で操業開始、当初は露出計などを製造していた。
- 1952年[1] - 6,800円という驚異的な低価格でサモカIを発売してカメラ本体生産に参入、レンズシャッターカメラの大衆化を先導した。
- 1954年12月 - 本社を大田区原町（現大田区多摩川）に移転。
- 1955年 - サモカカメラに商号変更した。この頃が会社の全盛期で、社長の坂田秀雄は小倉磐夫に月1万円の奨学金を出していたという[2]。しかし大メーカーが相次いでレンズシャッターコンパクトカメラに参入して来る中で経営は悪化し坂田秀雄は自殺した[3]。
- 1961年 - 業績悪化によりキヤノンに援助を求め、キヤノンのスライド映写機「スライドスター」などの生産委託を受けた[3]。
  - 8月 - キヤノンの系列会社となった。
  - 9月 - キヤノンの関係会社となった[3]。
- 1980年10月 - キヤノン精工（現キヤノン化成）に商号変更した[3]。

## 製品一覧

### 135フィルム使用カメラ
簡単で使いやすくよく写ることを主眼として設計された。外見からは分かりにくいが本体は合成樹脂製である。35mmカメラとしては非常に小型かつユニークなカメラで、ピントも良く人気があり、多数が輸出された。各モデルとも24ftF8の箇所に赤マークが入っており、これに対応するシャッタースピードさえ選択すれば撮影できるようになっている。フィルムの巻き戻しはシャッターセットボタンを押しながらする必要がある。圧板は取り外し可能な裏蓋側ではなくボディー本体側に蝶番で取り付けられており、ガタガタするがそれで正常である。

#### ビューファインダーカメラ
- サモカ35I（1952年発売[1][4]） - レンズは3群3枚C.エズマー50mmF3.5固定[6]。シャッターはバリオ型[1]。ファインダーは逆ガリレオ式[1][6]のシンプルな構成。
- サモカ35II（1953年発売[2][6][4]） - アクセサリーシューが装備された[6][4]。
- サモカ35III（1955年発売[2][6][4]） - 回転ヘリコイドが直進ヘリコイドとなった[6][4]。
- サモカ35IV
- サモカ35V（1955年発売[4]） - シャッターがB、1/10-1/200秒にグレードアップした[4]。
- サモカ35EM

#### レンジファインダーカメラ
- スーパーサモカ35（1956年発売[6][4]） - サモカIIIをベースに一眼式連動距離計を装備し[2][4]、セルフコッキング[6][4]となった。
- サモカ28RF（1956年発売） - レンズはD.エズマー50mmF2.8固定。
- サモカ35RF（1956年発売） - レンズはC.エズマー50mmF3.5固定。
- サモカ28X（1957年発売） -
- サモカ35X（1957年発売） -
- サモカLE
- サモカLD
- サモカLE II
- サモカ35M28（1961年発売）
- サモカ35MR（1961年発売）

#### 二眼レフカメラ
数少ない24×36mm（ライカ）判二眼レフカメラ。
- サモカフレックス35I（1955年発売[2]）
- サモカフレックス35II（1955年発売）
- サモカフレックス35オートマット